# ミコウフ郡
ミコウフ郡（ミコウフぐん、ポーランド語:powiat mikołowski、英語:Mikołów County）は、南ポーランドのシロンスク県にある地方自治体。1998年の地方行政区画再編の結果、1999年1月1日に誕生した。郡都で最大の町はミコウフであり、カトヴィツェの南西12kmに位置する。ミコウフ郡にはほかに2つの町が存在する。
郡は231.53km2の面積がある。2006年の統計で、郡全体の人口が91,022人である。

## 近隣の郡
北部はルダ・シロンスカ市、東部はカトヴィツェ市とティヒ市、南部はプシュチナ郡とジョルィ市、西部はルィブニク郡、北西部はグリヴィツェ郡に接している。

## 下位自治体
郡は5つの下位自治体に分割される。（3つの都市、2つの田舎）なお、人口順に並べてある。
| 名称              | 種類 | 面積（km2） | 人口（2006年） | 中心地      |
| ----------------- | ---- | ----------- | -------------- | ----------- |
| ミコウフ          | 都市 | 81.0        | 38,392         |             |
| Łaziska Górne     | 都市 | 20.2        | 21,906         |             |
| Orzesze           | 都市 | 82.9        | 18,830         |             |
| Gmina Wyry        | 田舎 | 34.5        | 6,328          | Wyry        |
| Gmina Ornontowice | 田舎 | 15.1        | 5,566          | Ornontowice |